# Ferdinand Traugott Flinsch

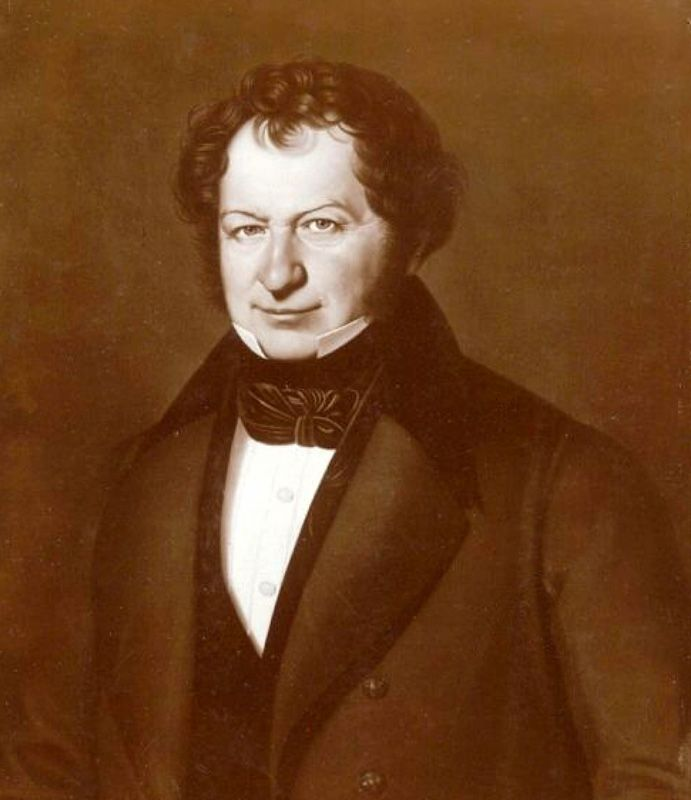
Ferdinand Traugott Flinsch

Ferdinand Traugott Flinsch (* 19. August 1792 in Blankenberg / Saale; † 11. November 1849 in Leipzig) war ein deutscher Unternehmer, Papierfabrikant und Papierhändler.

## Leben
Ferdinand Traugott Flinsch war der Begründer der ehemals an verschiedenen Orten Deutschlands beheimateten Papierhandelshäuser Flinsch. Nach dem Besuch der Schule in Blankenberg bis zu seinem 13. Lebensjahr kam er als Lehrling in ein Materialwarengeschäft nach Hof und 1806 in eine gleiche Handlung nach Schleiz. Mit dem Wesen des Papiers von der elterlichen Papiermühle her vertraut und vor allem im Streben nach Selbstständigkeit versuchte er schon frühzeitig, nebenher eigene Geschäfte mit Papier zu machen. Als Flinsch 1813 seine Stelle in Schleiz mit einer ähnlichen in Leipzig tauschte, gelangte er in den Mittelpunkt des deutschen Buchhandels und konnte so seine Geschäfte intensiver führen.
Nachdem er noch ein weiteres Jahr im Leipziger Bankhaus Kistner & Co. zugebracht und seine allgemeinen Kenntnisse vertieft hatte, unternahm er eine Reise nach Franken und Süddeutschland, um Kontakte und Handelsbeziehungen zu Papierfabriken herzustellen. Am 20. April 1819 gründete er gemeinsam mit seinem jüngeren Bruder Heinrich das Papierhandelshaus Flinsch in Leipzig.
1821 trat den beiden Inhabern noch ihr Bruder Carl zur Seite und das Geschäft nahm nun einen stetigen Aufschwung.

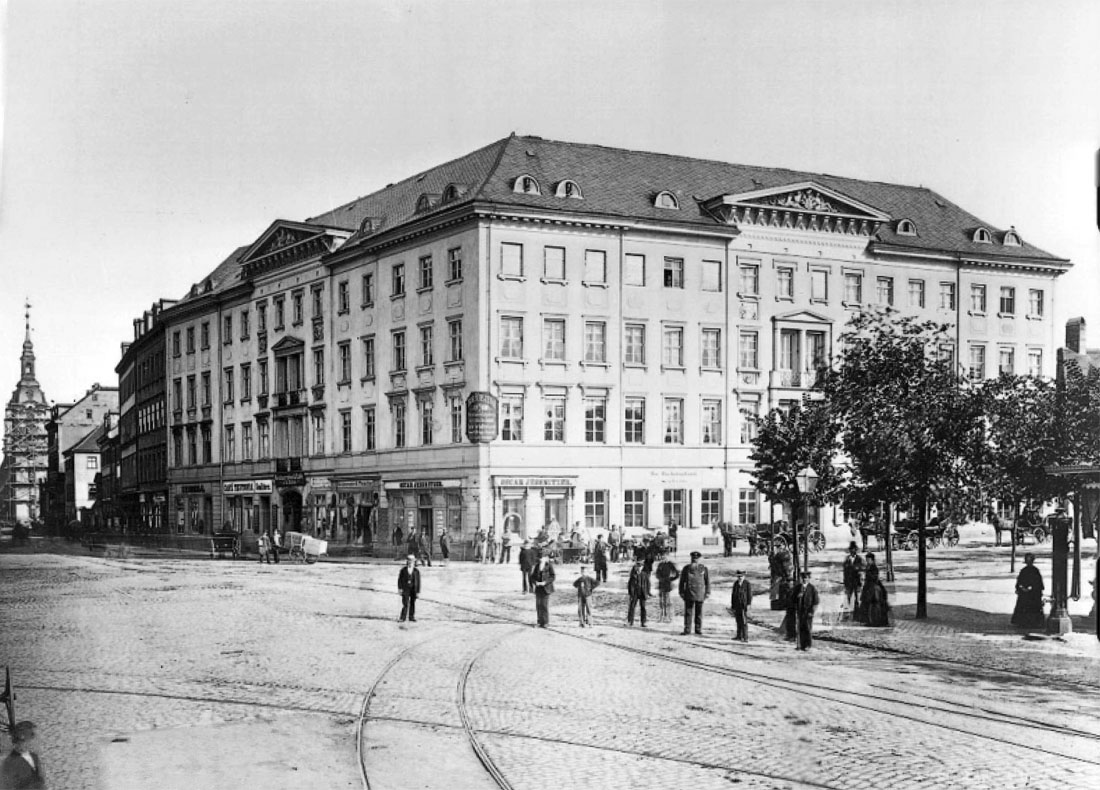
Papierhandlung Flinsch in Teubners Haus am Leipziger Augustusplatz

1827 wurde zur besseren Bedienung der süddeutschen Kundschaft ein Zweiggeschäft in Offenbach am Main eröffnet, das 1828 nach Frankfurt am Main verlegt wurde und dessen Leitung Heinrich Flinsch übernahm. Er zog von Leipzig nach Frankfurt und wurde so zum Begründer des süddeutschen Stammes Flinsch, der seinen Hauptsitz in Frankfurt am Main hat und Handelsniederlassungen unter dem Namen Ferdinand Flinsch in Stuttgart, München und Düsseldorf unterhielt.

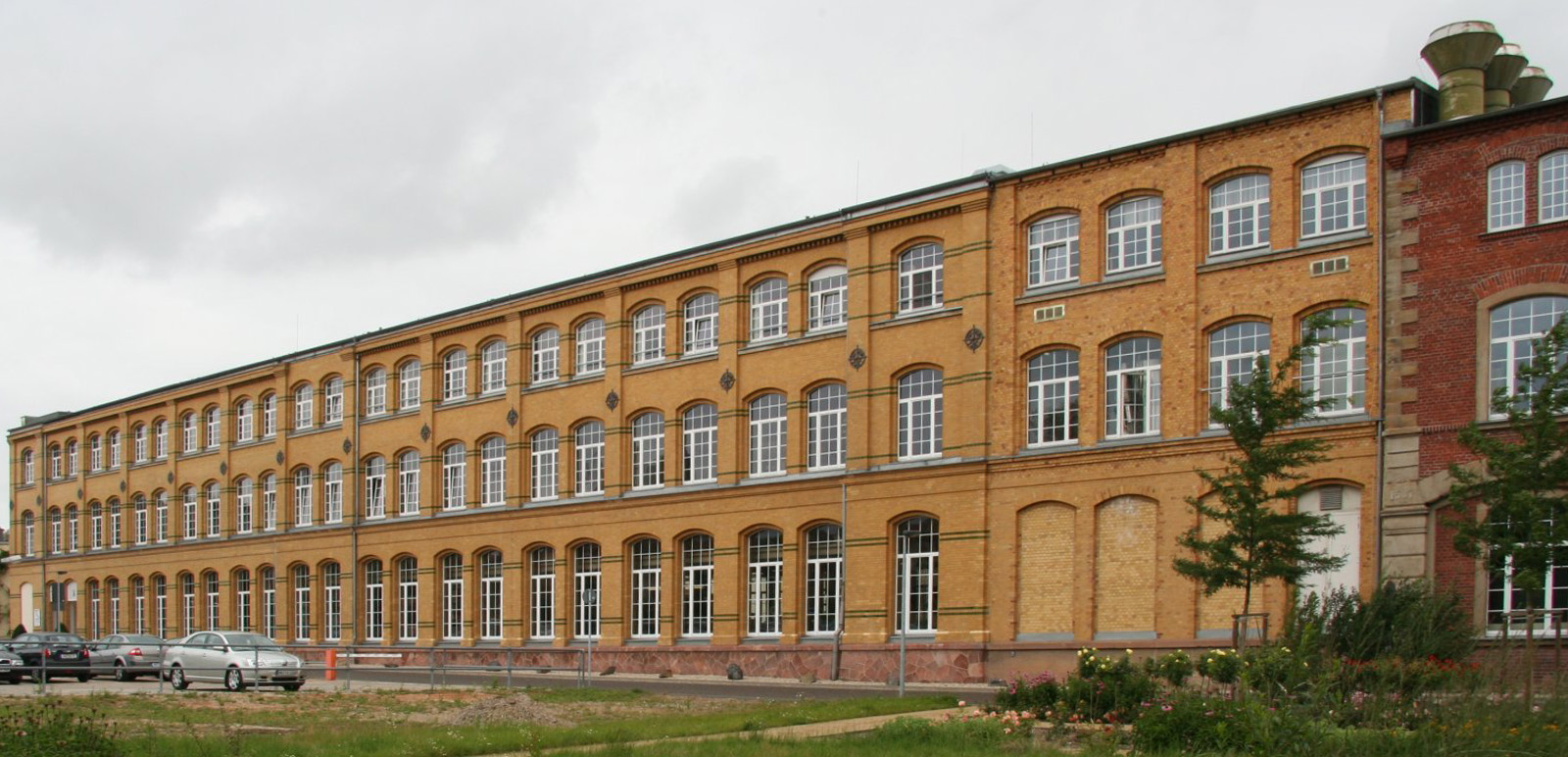
Papierfabrik (heute Technocell Dekor) in der Flinschstraße in Penig

Um die Nachfrage der Kundschaft befriedigen zu können, entschloss sich Ferdinand Traugott Flinsch, selbst die Papierherstellung aufzunehmen. Im Jahre 1834 übernahm er die Papiermühle in Penig von Gustav Franz Käferstein und ließ dort eine englische Papiermaschine aufstellen. Die Erfindung der Papiermaschine 1798 durch den Franzosen Nicholas-Louis Robert brachte in den ersten Jahrzehnten des 19. Jahrhunderts den Übergang von der handwerklichen Herstellung des Papiers zur industriellen Produktion.
Von 1842 bis 1843 baute Ferdinand Traugott Flinsch gemeinsam mit seinem Bruder Christian auch die väterliche Papiermühle in Blankenberg, deren Mitinhaber er inzwischen geworden war, zu einer Maschinenpapierfabrik um. Die dort aufgestellte Papiermaschine hatte eine Breite von 60 Zoll (1.525 mm) und stammte gleichfalls aus England, und zwar von der Firma Bryan Donkin in London. Nach dem Umbau beschäftigte der Betrieb 70 Menschen und war damit ein wichtiger Arbeitgeber in der Region.
Ferdinand Traugott Flinsch starb am 11. November 1849 in Leipzig im Alter von nur 57 Jahren. Er wurde zunächst in der IV. Abteilung des Alten Johannisfriedhofs beerdigt, 1903 jedoch in das Familiengrab in der IX. Abteilung des Neuen Johannisfriedhofs umgebettet. Das Leipziger Geschäft mit den Papierfabriken in Blankenberg und Penig ging nach seinem Tod auf seinen Bruder Karl, seinen ältesten Sohn Gustav, seine Tochter und seine Witwe über. Ein weiterer Sohn, Alexander Ferdinand Flinsch, der bis 1858 im elterlichen Betrieb arbeitete, wurde später Aquarellmaler und Kunstsammler in Berlin.
In der Stadt Penig ist die Flinschstraße nach ihm benannt worden. Zum 1. Januar 2019 wurde in Blankenberg die Hauptstraße in Ferdinand-Flinsch-Straße umbenannt.